# نورة محمد فرج
نورة محمد فرج قاسم الخنجي وتشتهر نورة محمد فرج (مواليد 1 يناير 1979 في الدوحة، قطر) هي كاتبة وأكاديمية قطرية، تعمل أستاذًا مشاركًا في قسم اللغة العربية بكلية الآداب والعلوم في جامعة قطر.

## دراستها
حصلت على البكالوريوس في تخصص اللغة العربية من جامعة قطر عام 2000، وعلى درجة الماجستير في تخصص الأدب والنقد، اللغة العربية، من جامعة اليرموك في الأردن عام 2005، وكانت رسالتها بعنوان «إشكالية الهوية في الرواية العربية – الفرنكوفونية». كما حصلت على الدكتوراه في الأدب والنقد، اللغة العربية، من جامعة اليرموك في الأردن عام 2009، وكانت أطروحتها بعنوان «القبح الغروتسكي في الرواية العربية المعاصرة».

## حياتها العملية
تعمل أستاذًا مساعدًا في قسم اللغة العربية في جامعة قطر منذ عام 2010.

## مؤلفاتها
- «الطوطم» (مجموعة قصصية)، دار الكنوز الأدبية، بيروت، 2001[3][4]
- «ارتباكات الهوية: أسئلة الهوية والاستشراق في الرواية العربية – الفرنكوفونية» (دراسة نقدية)، المركز الثقافي العربي، بيروت، 2007[5]
- «المراجم» (مجموعة قصصية)، وزارة الثقافة والفنون والتراث، الدوحة، 2011[6]
- «ماء الورد» (رواية)، 2016[7]